# ديفي فيلوس

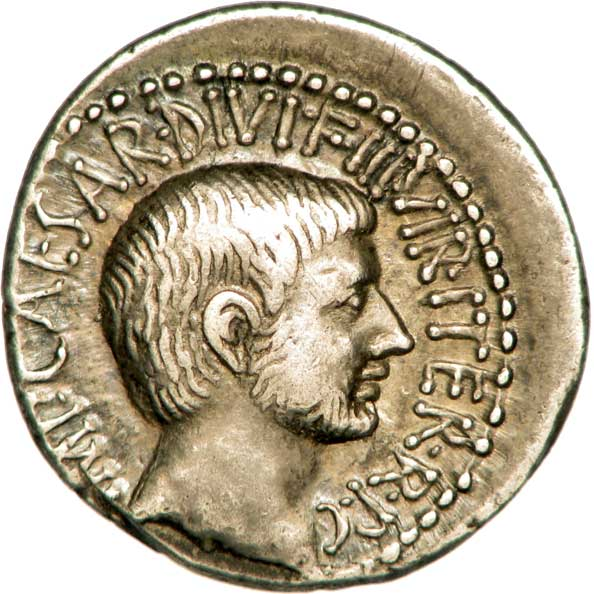

ديفي فيلوس هي عبارة لاتينية تعني "ابن إله"، وكان عنوانًا يستخدمه كثيرًا الإمبراطور أغسطس، الذي كان ابن المتبني وابن أخ يوليوس قيصر.